# IC 4847
IC 4847 је лентикуларна галаксија у сазвјежђу Паун која се налази на листи објеката дубоког неба у Индекс каталогу.
Деклинација објекта је - 65° 30' 23" а ректасцензија 19h 23m 31,7s. Привидна величина (магнитуда) објекта IC 4847 износи 14,0 а фотографска магнитуда 15,0. IC 4847 је још познат и под ознакама ESO 104-49, FAIR 337, SAO 254547 (7.1) 4.5' s, PGC 63160.